# Zero-COVID
Zero-COVID, também conhecida como COVID-Zero, é uma política de saúde pública implementada por alguns países durante a pandemia de COVID-19. Em contraste com a estratégia de viver com a COVID-19, a estratégia de zero-COVID é "de controle e supressão máxima". Envolve o uso de medidas de saúde pública, como rastreamento de contatos, testes em massa, quarentena de fronteiras, confinamentos e software de mitigação para interromper a transmissão comunitária da COVID-19 assim que for detectada. O objetivo da estratégia é fazer com que a área volte a ter zero novas infecções e retomar as atividades econômicas e sociais normais.
A estratégia de zero-COVID consiste em duas fases: uma fase inicial de supressão, na qual o vírus é eliminado localmente por meio de medidas agressivas de saúde pública, e uma fase de contenção sustentada, na qual as atividades econômicas e sociais normais são retomadas e as medidas de saúde pública são usadas para conter novos surtos antes que eles se espalhem amplamente. Esta estratégia foi utilizada em vários graus pela Austrália, Butão, Canadá, China, Coreia do Norte, Coreia do Sul, Escócia, Hong Kong, Irlanda do Norte, Macau, Montserrat, Nova Zelândia, Singapura, Taiwan, Timor-Leste, Tonga, e Vietnã. Desde o final de 2021, devido aos desafios com o aumento da transmissibilidade das variantes Delta e Ómicron, e também à chegada das vacinas contra a COVID-19, a maioria dos países parou de perseguir o zero-COVID. Até dezembro de 2022, a Coreia do Norte é o único país que ainda está adotando uma estratégia de zero-COVID, já que a China, após vários protestos, afrouxou e reformulou muitas de suas regras contra a COVID-19, incluindo a política da Zero-COVID.
Os especialistas diferenciam entre zero-COVID, que é uma estratégia de eliminação, e estratégias de mitigação que tentam diminuir os efeitos do vírus na sociedade, mas que ainda toleram algum nível de transmissão dentro da comunidade. Essas estratégias iniciais podem ser seguidas sequencialmente ou simultaneamente durante a fase de imunidade adquirida por meio da imunidade natural e induzida por vacina.
Os defensores da zero-COVID apontaram taxas de mortalidade muito mais baixas e maior crescimento econômico em países que buscaram a eliminação durante os primeiros 12 meses da pandemia (ou seja, antes da vacinação generalizada) em comparação com países que buscaram mitigação, e argumentam que medidas rápidas e estritas para eliminar o vírus permitem um retorno mais rápido à vida normal. Os oponentes da zero-COVID argumentam que "não é realista eliminar um vírus respiratório como o SARS-CoV-2, assim como não é eliminar a gripe ou o resfriado comum". Para atingir a zero-COVID em uma área com altas taxas de infecção, uma revisão estimou que seriam necessários três meses de confinamento estrito.